# Michigan 500 1990
Marlboro 500 1990 var ett race som var den tionde deltävlingen i PPG IndyCar World Series 1990. Racet kördes den 5 augusti på Michigan International Speedway. Al Unser Jr. körde ett av de allra snabbaste loppen över 500 miles någonsin och tog hem sin andra raka seger, vilket stärkte hans mästerskapsledning. Galles-Kraco Racing tog en dubbelseger, då Bobby Rahal var tvåa i mål. Mario Andretti tog hand om tredjeplatsen.

## Slutresultat
| Plats | Förare                | Team                     | Grid | Kvaltid |
| ----- | --------------------- | ------------------------ | ---- | ------- |
| 1     | Al Unser Jr.          | Galles-Kraco Racing      | 5    | 32,553  |
| 2     | Bobby Rahal           | Galles-Kraco Racing      | 2    | 32,453  |
| 3     | Mario Andretti        | Newman/Haas Racing       | 11   | 32,861  |
| 4     | Eddie Cheever         | Chip Ganassi Racing      | 10   | 32,856  |
| 5     | Roberto Guerrero      | Patrick Racing           | 25   | -       |
| 6     | A.J. Foyt             | A.J. Foyt Enterprises    | 12   | 32,956  |
| 7     | John Andretti         | Porsche Motorsports      | 8    | 32,671  |
| 8     | Jon Beekhuis          | P.I.G. Racing            | 16   | 33,308  |
| 9     | Raul Boesel           | Truesports Co.           | 24   | -       |
| 10    | Scott Goodyear        | Doug Shierson Racing     | 14   | 33,132  |
| 11    | Mike Groff            | Euromotorsport           | 19   | 34,016  |
| 12    | Randy Lewis           | Arciero Racing           | 21   | 34,562  |
| 13    | Billy Vukovich III    | Hemelgarn Racing         | 20   | 34,412  |
| 14    | Rick Mears            | Penske Racing            | 4    | 32,490  |
| 15    | Michael Andretti      | Newman/Haas Racing       | 9    | 32,715  |
| 16    | Scott Brayton         | Dick Simon Racing        | 15   | 33,180  |
| 17    | Emerson Fittipaldi    | Marlboro Team Penske     | 1    | 32,316  |
| 18    | Pancho Carter         | Leader Cards Racing      | 17   | 33,393  |
| 19    | Arie Luyendyk         | Doug Shierson Racing     | 6    | 32,621  |
| 20    | Kevin Cogan           | Stoops Racing            | 13   | 33,037  |
| 21    | Danny Sullivan        | Marlboro Team Penske     | 3    | 32,467  |
| 22    | Tony Bettenhausen Jr. | Bettenhausen Motorsports | 23   | -       |
| 23    | Dean Hall             | Dale Coyne Racing        | 18   | 33,789  |
| 24    | Teo Fabi              | Porsche Motorsports      | 7    | 32,636  |
| 25    | Jeff Wood             | Todd Walther Racing      | 22   | -       |
| 26    | Buddy Lazier          | Arciero Racing           | 26   | -       |